# Mark Hylton
Mark Hylton (Reino Unido, 24 de septiembre de 1976) es un atleta británico retirado especializado en la prueba de 4x400 m, en la que ha conseguido ser campeón europeo en 1998.

## Carrera deportiva
En el Campeonato Europeo de Atletismo de 1998 ganó la medalla de oro en los relevos 4x400 metros, con un tiempo de 2:58.68 segundos, llegando a meta por delante de los equipos de Polonia y España.